# Innebandy i Sverige
Innebandy i Sverige kontrolleras på organiserad nivå av Svenska Innebandyförbundet, bildat 7 november 1981. Sala IBK, bildad 21 september 1979, var världens första innebandyklubb som spelade på stor plan. 1984 fanns det över 100 sportklubbar i Sverige med innebandy på programmet. Det var i Sverige som innebandy på organiserad nivå utvecklades och växte stark, detta skedde under 1970-, 80 och 90-talen. Spelet blev framför allt populärt i skolorna.
Säsongen 2006/2007 fanns 120 239 licenserade spelare, 25% av dessa var kvinnor. Antal föreningar säsongen 2006/2007 var 1 073. Stockholm var det största distriktsförbundet med 22 föreningar och 20 927 spelare. Det fanns 22 distriktsförbund i Sverige under säsongen 2006/2007.

## Svenska mästerskap
SM i innebandy hade premiär 1983, och avgjordes fram till 1989 i utslagsform.

## Seriespel

### Herrar
Säsongen 1989/1990 startades ett landsomfattande seriespel för herrar i Sverige. Division I, som var geografiskt indelad och de bästa gick till slutspel, var högstadivision. Säsongen 1995/1996 startade Elitserien i innebandy för herrar, som först var uppdelad i nordlig och sydlig grupp, och blev landsomfattande serie från säsongen 1999/2000. Säsongen 2007/2008 startades Svenska superligan.

### Damer
Damerna fick liknande seriespel säsongen 1993/1994, då med geografiskt indelade Division I som högstadivision, och de bästa till slutspel. Elitserien i innebandy för damer startades säsongen 1997/1998, och var säsongerna 1997/1998-2005/2006 geografiskt indelad. Säsongen 2006/2007 blev Elitserien landsomfattande.

## Landslag

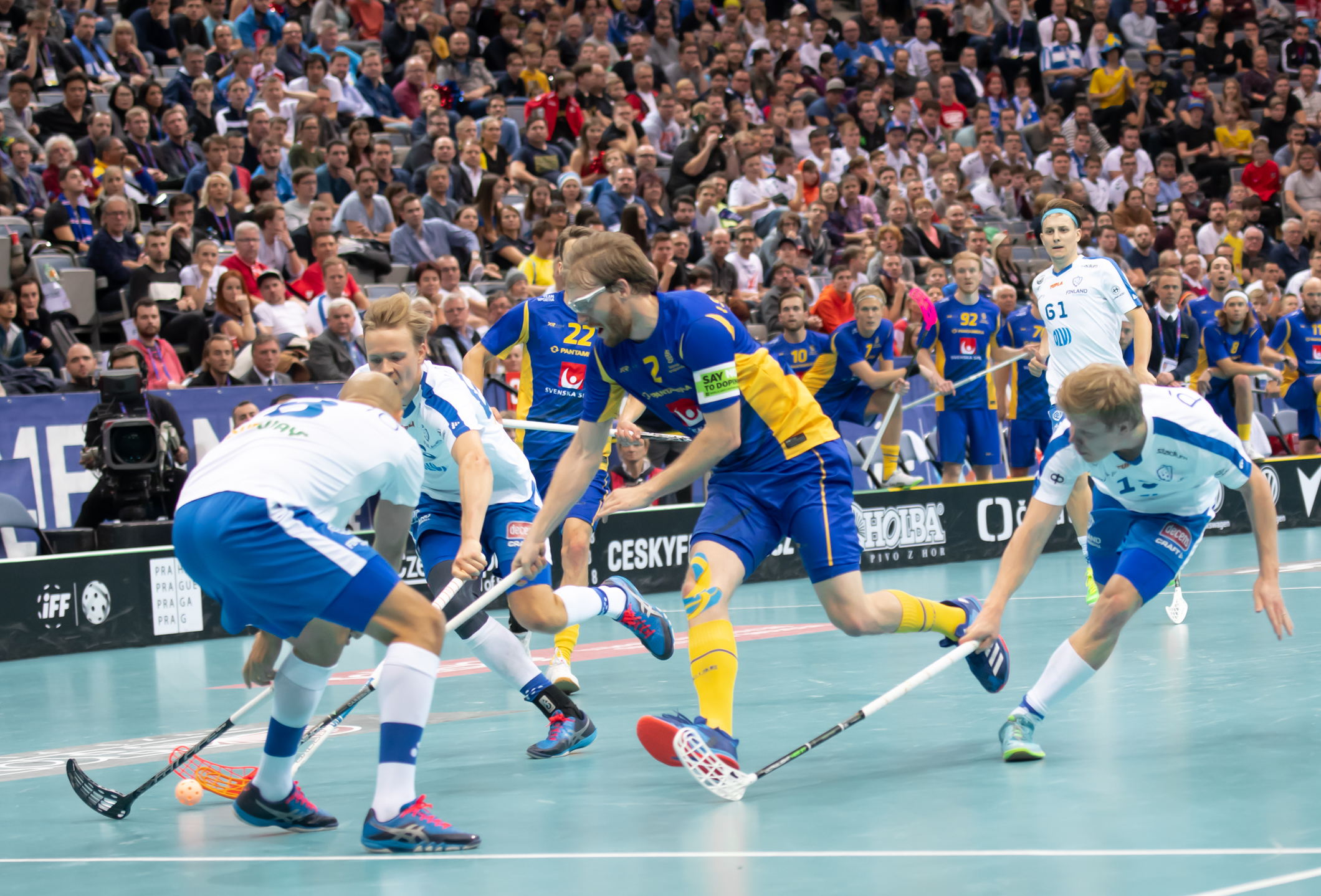
Sverige möter Finland i finalen av herrarnas världsmästerskap 2018.

Sveriges herrar vann alla världsmästerskap från premiären 1996 och fram till man 2008 föll i Finalen mot Finland, något man även gjorde 2010. Sveriges damer blev världsmästare vid premiären 1997, men noterades för finalförluster mot Finland såväl 1999 som 2001. Sverige spelade första officiella landskampen i innebandy såväl på herrsidan, mot Finland 1985, och på damsidan, mot Norge 1993.